# Великий Подлюбен
Великий Подлюбен (словен. Veliki Podljuben) — поселення в общині Ново Место, регіон Південно-Східна Словенія, Словенія. Висота над рівнем моря: 285,2 м.